# Hôpital Etoc-Demazy
L'hôpital Etoc-Demazy est un hôpital psychiatrique historique de la ville du Mans, ouvert en 1828 situé dans le quartier Novaxis. Sa fermeture est survenue en 2011 afin d'être transféré à l'hôpital d'Allonnes, situé dans l'agglomération Mancelle. Les bâtiments possèdent une importance historique pour la ville, une étude fut entreprise par le ministère de la culture pour la base mérimée, puis annulée. 
L'hôpital Etoc-Demazy fait l’objet d’un classement au titre des monuments historiques depuis 2001.

## Histoire
Le lieu d'implantation est celui d'un ancien hôpital pour contagieux fondé en 1584. Le docteur Gustave Etoc est nommé médecin en chef et directeur, il donnera son patronyme à l'hôpital. L'édifice, toujours en activité, est composé de 8 corps de bâtiments.
L'asile est construit d'après un plan-type livré en 1818 par Hippolyte Lebas et basé sur les théories novatrices du docteur toulousain Esquirol. Le bâtiment est l'œuvre de l'architecte Félix Delarue. Le plan suit un axe longitudinal occupé par une cour de circulation qui comprend le bâtiment d'administration et des services. L'axe s'achève par la chapelle. Autour du bâtiment central, sont disposés les différents pavillons des correspondants aux classes de malades. Dès l'origine, les hommes et les femmes sont séparés. Seuls certains bâtiments conservent leurs installations d'origine avec notamment l'aile dite "des agités" comprenant l'historique amphithéâtre de dissection. Les cinq parties inscrites aux monuments historiques sont la chapelle, la conciergerie, le pavillon, la galerie et l'élévation.
L'asile d'aliénés se situe derrière la gare sud. À noter qu'il a été l'un des premiers créés en France. Il fut également l'un des plus gros pensionnats pour aliénés de tout l'Ouest de la France. Dans les heures les plus dures, les pensionnaires pouvaient atteindre le nombre de 1 000. Le seul lien religieux avec l'extérieur fut pendant des années la présence, les soutiens et les fêtes organisées par les sœurs de l'abbaye de Notre-Dame d'Évron. La période la plus difficile de l'hôpital fut l'épidémie de grippe espagnole. Elle décima environ 1/3 de la population durant la 1re Guerre mondiale. 300 morts environ furent décomptés. La seconde fut également meurtrière bien que ce fut la sous-alimentation qui ait majoritairement tuée.
Etoc-Demazy a servi de modèle à d'autres hôpitaux de ce genre. L'inconvénient est cependant qu'on a beaucoup tardé à le modifier. L'hôpital d'Allonnes, à l'inverse, a été créé en 1968 et il fut l'un des derniers hôpitaux-village de France. Les deux hôpitaux ont cohabité dans l'agglomération mancelle pendant plus 40 ans.
La délocalisation devient une évidence à la fin du XXe siècle car la promiscuité et le manque de place règnent. Toute extension devient impossible vers novaxis avec l'arrivée du TGV et de la nouvelle zone économique en 1989. Déplacer l'hôpital à Allonnes permettra de compléter le village de rééducation qui existe déjà.
L'établissement fait l'objet d'un classement au titre des monuments historiques depuis 2004 après une première tentative en 2001. Les façades et toitures du pavillon des malades sont classées depuis le 19 septembre 2016.
Depuis les années 2000 le site rétrécit comme peau de chagrin. Les espaces voient de nouveaux bâtiments s'élever, l’autorité de régulation des activités ferroviaires (ARAF), puis différents bureaux. Depuis l'accueil du TGV en 1989, la gare constitue une entrée de ville majeure. La réalisation du pôle d'échanges ouvert sur la ville, va redonner une image dynamique et moderne à la ville. La mise en service  du tramway, en novembre 2007, place à nouveau le quartier des Gares du Mans au cœur d'importants enjeux urbanistiques et économiques.
En septembre 2010, dans le cadre des Journées du patrimoine, l’hôpital psychiatrique de la rue Étoc-Demazy a ouvert ses portes au public, les visites guidées étaient l’occasion de connaître l’histoire du lieu.
L'année suivante, le public a pu profiter une dernière fois, de visites guidées de l’asile du Mans, sur l'histoire et l'architecture du bâtiment, commentées par Hervé Guillemain, historien et maître de conférences à l'université du Maine. C’était aussi l'occasion de découvrir le travail de différents artistes, peintres, photographes, plasticiens, danseurs et musiciens qui ont investi les lieux.
En septembre 2011, le CHS a complètement intégré le site d'Allonnes.
À terme, la partie classée se trouvera au centre d'un ensemble immobilier et commercial.